# Christiane Bøcher
Christiane Böcher, senare Berg, född Hansen 26 mars 1798, död 25 oktober 1874, var en norsk (ursprungligen dansk) skådespelare, aktiv 1827-1837. Hon tillhörde de ledande scenartisterna i pionjärgenerationen vid Norges första offentliga teater i Kristiania, Christiania Offentlige Theater. 
Då Norges första offentliga teater i Kristiania öppnades av Johan Peter Strömberg 1827, fanns det ännu mycket få norska scenartister, eftersom detta yrke i Norge främst utfördes av danska och svenska artister. Strömberg engagerade därför danska artister vid teatern, och Christiane Hansen och Jens Lang Böcher, som engagerades 1827, beskrivs som teaterns mest lovande elever. Teatern övertogs 1828 av Jens Lang Böcher, som var direktör fram till 1831 och som Hansen gifte sig med, och hon kallades därefter madam Böcher. Hon beskrivs som teaterns ledande kvinnliga stjärna och var populär bland såväl publik som hos kritikerna. 
Bland hennes roller fanns Betty i Henrik den femtes ungdom, där hon jämfördes med den berömda skådespelerskan Mademoiselle Mars i Paris, och Susanna i Figaros bröllop. Hon berömdes särskilt för sin säkra scenkostymering, något som de andra aktörerna ofta fick klagomål på. 
Det sades om henne: 
"paa Spindesiden var det dog først og fremst Mad. Bøcher, som var baade Publikums og Recensenternes erklærede Yndling. Denne Skuespillerinde maa utvilsomt have havt et betydeligt Talent og tillige været en sympathetisk Kunstnerpersonlighed, hvad der i Forening med en medfødt Smag har forskaffet hende den Plads, hun indtog ved Scenen. «R.» har ofte vanskeligt nok for at finde tilstrækkeligt rosende Prædikater om hendes Spil, ja han frygter endog for at trætte Publikum med sin evindelige Ros over Mad. Bøcher og er i Tvil om, hvorvidt han ikke vilde gjøre rettest i hver Gang at indskrænke sig til blot at bemærke, at «Mad. Bøcher spillede som sædvanligt», — det vil da sige udmærket i enhver Henseende. I sin Omtale af Aabningsforestillingen siger han saaledes om hendes Spil som Betty i «Henrik den Femtes Ungdom», at han ikke tager i Betænkning at stille det fuldkommen ved Siden af Mile. Mars'*J, som han havde seet i samme Rolle, og medens der jævnlig klages over, at Personalet ikke forstaar at kostymere sig, roses Mad. Bøcher bestandig for sine smagfulde og korrekte Dragter. Om hendes Suzanne i «Figaros Giftermaal» siger en Anmelder i «Christianias Aftenblad», at «han ikke har seet nogen, der staar over hende, neppe nogen ved Siden. Korrekt eklamation, elskværdig Naivitet, en bag forstilt Koketteri skjult fin Sædelighed, et smagfuldt Kostyme og et heldigt Udvortes forenede sig for at fremstille den ypperlige Skuespillerinde i sin fulde Glans». Hendes Begavelse lader dog til at have havt en forholdsvis indskrænket Rækkevidde — «Melpomene syntes ikke at ynde hende, medens Thalia til Gjengjæld havde tåget hende i sin specielle Varetægt«. I det borgerlige Drama maa hun dog have gjort Fyldest; hendes Udførelse af Luise Miller i «Kabale og Kjærlighed» omtales meget anerkjendende, og i Roller som Maria i «Correggio» og Valborg i «Axel og Valborg» heder det om hende, at «hun var naiv, sand og elskværdig rørende».
Efter Böchers död gifte hon om sig med den danska sångaren Berg, med vilken hon återvände till Danmark i juli 1837.  
Bland övriga samtida kvinnliga danska aktörer vid teatern nämns främst subretten Catharina Dolgorucki, som beskrivs som en skönhet med ett fritt, lätt och jovialiskt spel men ansågs ha en sämre röst, och främst spelade pernillerollerna i Holbergsdramerna.